# Newmania orthostachys
Newmania orthostachys là một loài thực vật có hoa trong họ Gừng. Loài này được Lý Ngọc Sâm và Jana Leong-Škorničková mô tả khoa học lần đầu tiên năm 2011.
Mẫu định danh: Lý 470; thu thập ngày 9 tháng 4 năm 2010 ở  cao độ 290 m, tọa độ , núi Dầu, thôn Trường Lệ, xã Hành Tín Đông, huyện Nghĩa Hành, tỉnh Quảng Ngãi, Việt Nam. Mẫu holotype lưu giữ tại Viện Sinh học Nhiệt đới (VNM), các mẫu isotype lưu giữ tại Vườn Thực vật Hoàng gia tại Edinburgh (E), Bảo tàng Lịch sử Tự nhiên Pháp (P) và Vườn Thực vật Singapore (SING).

## Từ nguyên
Tính từ định danh orthostachys là từ tiếng Hy Lạp cổ ὀρθός (orthós) nghĩa là thẳng, thẳng đứng và στάχυς (stákhus) nghĩa là bông thóc; ở đây là nói tới cành hoa bông thóc mọc thẳng đứng của loài này.

## Phân bố
Tìm thấy tại tỉnh Quảng Ngãi và có thể có tại Vườn quốc gia Bạch Mã, tỉnh Thừa Thiên Huế, Việt Nam. Mọc trong bụi cây thấp ẩm ướt và nhiều bóng râm của rừng lá rộng sớm rụng thứ sinh, với các loài cây họ Dầu (Dipterocarpaceae) chiếm ưu thế, ở cao độ 100–300 m.

## Mô tả
N. orthostachys có thân bẹ khỏe hơn N. serpens, chiều cao 60–80 cm, mang 5-8 lá, phiến lá dày, hình trứng ngược elip, gân lá khó thấy, cụm hoa bó chặt và mọc thẳng, cánh môi màu tím với các sọc trắng ở đáy và giữa môi.